# Минь-ди (Западная Цзинь)
Цзиньский Сяоминь-ди (кит. трад. 晉孝愍帝), кратко Цзиньский Минь-ди (кит. трад. 晉愍帝), личное имя Сыма Е (кит. трад. 司馬鄴, пиньинь Sīmǎ Yè), взрослое имя Сыма Яньци (кит. трад. 司馬彥旗), 300 — 7 февраля 318) — четвёртый император империи Цзинь; последний император эпохи Западная Цзинь.

## Биография
Был сыном У-вана Сыма Яня (司馬晏), который являлся сыном основателя империи Цзинь У-ди. Был посмертно усыновлён дядей Сыма Цзянем (司馬柬), умершим в 291 году (за 9 лет до рождения Сыма Е), и стал таким образом наследником титула Цинь-ван (秦王).
В 311 году цзиньская столица Лоян была захвачена войсками хуннского государства Северная Хань; отец Сыма Е был убит, а император Хуай-ди (дядя Сыма Е) попал в плен (первый в истории Китая случай пленения императора врагами). 13-летний Сыма Е сумел бежать и добрался до уезда Мисянь, где его решили признать своим лидером цзиньские чиновники Сюнь Фань и Сюнь Цзу. Позднее генерал Янь Дин попытался доставить Сыма Е в регион Гуаньчжун, чтобы попытаться оттуда восстановить управление страной, но по пути большинство сторонников дезертировало.
Прибыв в Гуаньчжун, Сыма Е и Янь Дин получили поддержку генерала Цзя Пи, который в 312 году смог отбить Чанъань. Сыма Е обосновался в Чанъане, где осенью 312 года по предложению генерала Цзя Пи принял титул наследника престола. Чанъань стал резиденцией временного правительства империи. Весной 313 года ханьский правитель Лю Цун казнил пленённого императора Хуай-ди. Когда три месяца спустя известия об этом достигли Чанъаня, Сыма Е провёл официальный траур по своему дяде, а затем вступил на трон как император Минь-ди.
В это время в разорённом войной Чанъане проживала от силы сотня семейств, в городе практически ничего не было. Император издал указ, приказывающий Наньян-вану Сыма Бао, имеющему войска в провинции Циньчжоу (восток современной провинции Ганьсу) и Ланъе-вану Сыма Жую, удерживающему земли южнее Янцзы, прийти на помощь центральной власти, но те выразили лишь номинальное почтение, не предприняв никаких реальных шагов. В 314 году ханьские войска совершили нападение на Цзинь, которое хотя и было отбито, но продемонстрировало слабость цзиньской обороны.
Осенью 316 года ханьский генерал Лю Яо предпринял крупное нападение на Цзинь. После того, как им был захвачен округ Бэйди (север современной провинции Шэньси), оборона Гуаньчжуна рухнула. Лю Яо осадил Чанъань, и после того, как в городе кончилась еда, император Минь-ди принял решение о капитуляции. Пленённый император был доставлен в столицу государства Хань — Пинъян.
Лю Цун дал пленённому императору титул Хуайпин-хоу (懷平侯). После многих унижений, в начале 318 года пленённый император был убит.

## Девизы правления
- Цзяньсин (建興 Jiànxīng) 313—317